# NGC 2770
NGC 2770 é uma galáxia espiral (Sc) localizada na direcção da constelação de Lynx. Possui uma declinação de +33° 07' 27" e uma ascensão recta de 9 horas, 09 minutos e 33,5 segundos.
A galáxia NGC 2770 foi descoberta em 7 de Dezembro de 1785 por William Herschel.